# Фридрейх, Николаус
Николаус Фридрейх (нем. Nicolaus (Nikolaus) Friedreich, 1825—1882) — немецкий врач-терапевт, патолог, невролог и педагог; член Леопольдины.

## Биография
Николаус Фридрейх родился 31 июля 1826 года в баварском городе Вюрцбурге. Его отцом был профессор медицины Вюрцбургского университета и судебный врач Иоганн Баптист Фридрейх (1796—1862), а его дедом — патолог Николаус Антон Фридрейх (1761—1836), описавший паралич лицевого нерва известный как «Паралич Белла», что не могло не повлиять на выбор профессии Фридрейхом младшим, который в 1844 году поступил на медицинский факультет в Вюрцбургский университет имени Юлиуса и Максимилиана где учился по 1850 год с коротким перерывом в один семестр в 1847 году в Гейдельберге с Якобом Генле.
Среди его учителей были придворный советник Карл Фридрих фон Маркус (1802—1862), Альберт фон Кёлликер, Франц фон Ринекер и Рудольф Вирхов. В университете он также подружился с однокурсником Карлом Гегенбауром, с которым в 1848 году они издали совместную работу «Über den Schädel des Axolotl».

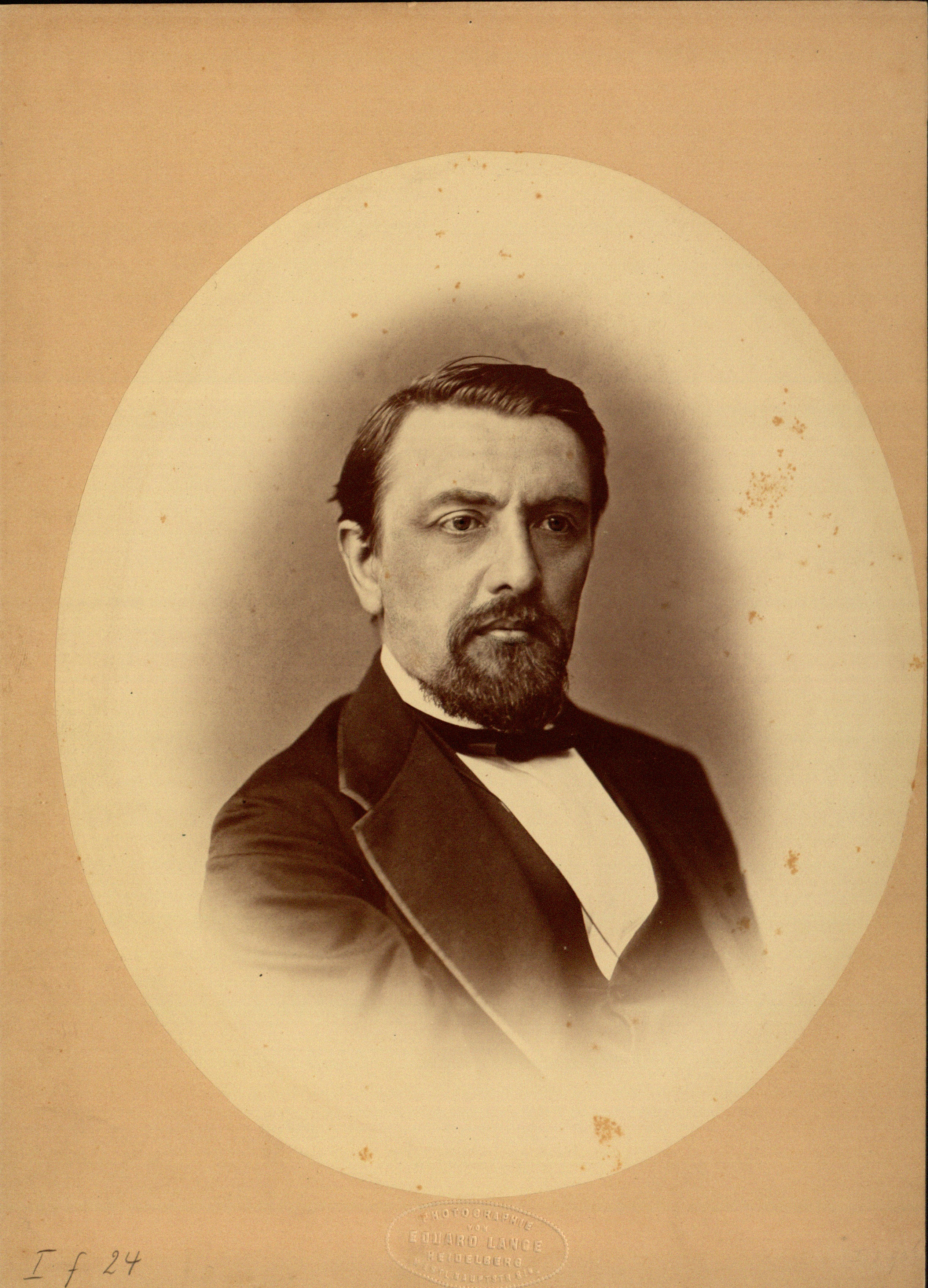
Николаус Фридрейх

После получения докторской степени в 1850 году Николаус Фридрейх работал вместе с Гегенбауром до 1853 года в медицинской клинике Юлиусской больницы в качестве ассистента профессора Маркуса, где под патронажем Кёлликера и Вирхова завершил в 1853 году свою абилитацию по специальной патологии и терапии.
С 1858 года, в течение 24 лет, доктор Николаус Фридрейх состоял профессором внутренних болезней в Гейдельбергском университете и принадлежал к самым именитым германским клиницистам XIX века.
Его научные труды относятся преимущественно к вопросам диагностики и патологической анатомии болезней сердца и нервной системы; многие из них были переведены на иностранные языки.
Доктор Николаус Фридрейх скончался 6 июля 1882 года в городе Гейдельберге.
В его честь названо одно из аутосомно-рецессивных заболеваний.